# Nicolas Isouard

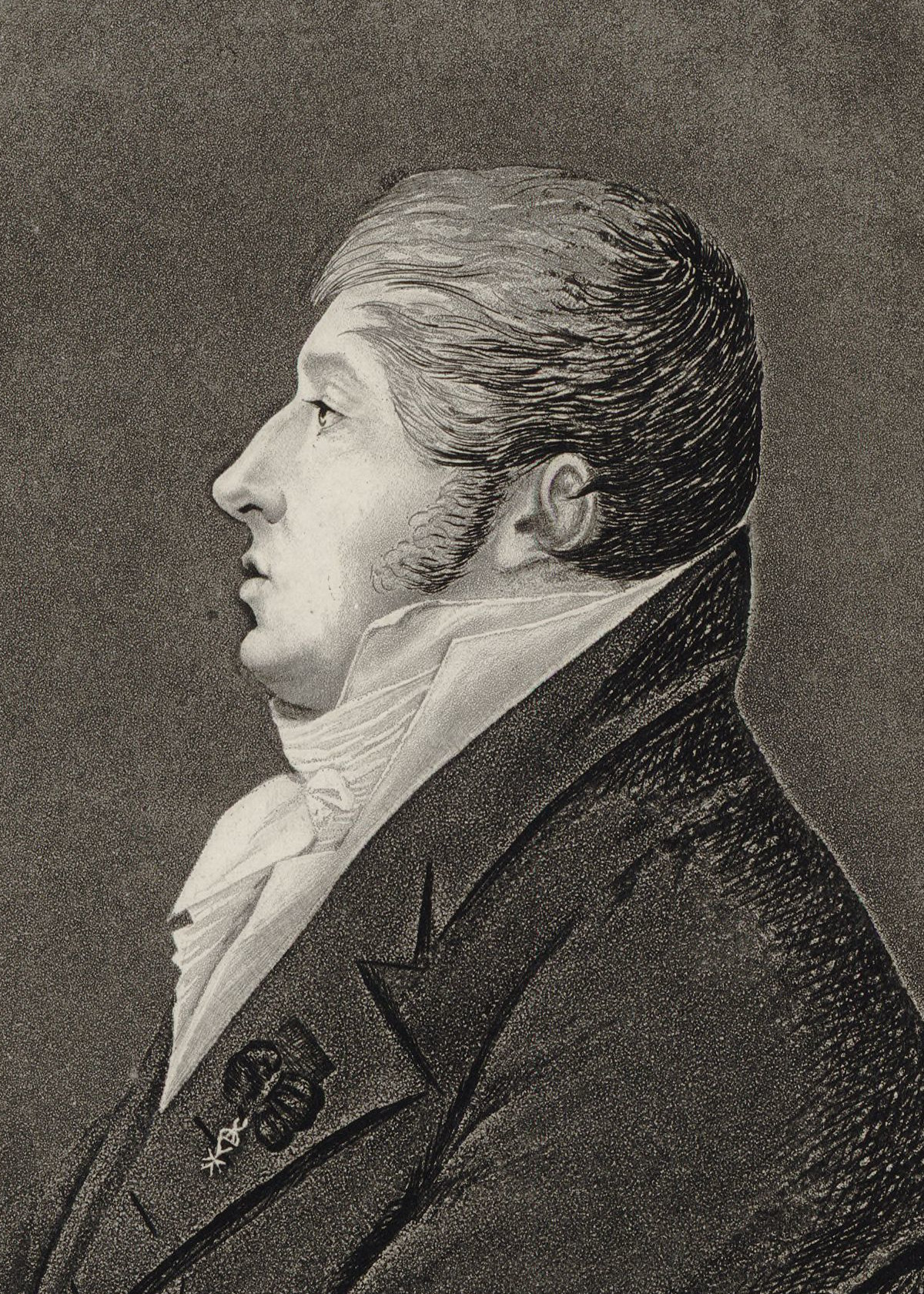
Nicolas Isouard

Nicolas Isouard (Nicolò Isouard, bekannt unter seinem Pseudonym Nicolò oder Nicolò de Malte, * 6. Dezember 1775 in Mosta, Malta; † 23. März 1818 in Paris) war ein maltesischer Komponist französischer Herkunft.

## Leben
Isouard studierte in Valletta bei Francesco Azopardi, in Palermo bei Giuseppe Amendola sowie in Neapel bei Nicola Sala und Pietro Alessandro Guglielmi. Ab 1795 war er Organist an San Giovanni de Gerusalemme und Kapellmeister der Ordenskirche der Johanniter San Giovanni di Malta. Später übersiedelte er nach Paris, wo er ab 1799 als freier Komponist lebte. Neben Messen, Motetten, Kantaten, Romanzen und Duos komponierte er über vierzig Opern. Seine bekannteste, die auch auf CD erhältlich ist, ist Cendrillon.
2002 wurde in Malta eine Gedenkmünze (Silber mit Brustbild nach links) zu Ehren Isouards geprägt.

## Werke
- L’Avviso a Maritati. Oper, 1794
- Artaserse, re di Persia. Opera seria, 1794
- Il barbiere di Siviglia. Opera buffa nach Pierre-Augustin Caron de Beaumarchais, 1796
- Rinaldo d’Asti. Dramma giocoso, 1796
- L’improvvisata in campagna. Oper buffa, 1797
- I due avari. Commedia per musica, 1797
- Il bottaio. Opera comique, 1798
- Il barone d’Alba chiara. Commedia per musica, 1798
- Ginevra di Scozia. Dramma serio eroico, 1798
- Le Petit Page ou La Prison d’état. Oper, 1800
- Flaminius à Corinthe. Oper, 1801
- La Statue ou La Femme avare. Opera comique, 1802
- Michel-Ange. Oper, 1802
- Les Confidences. Oper, 1803
- Le Baiser et la quittance ou Une aventure de garnison. Opera comique, 1803
- Le Médecin turc. Opéra bouffon, 1803
- L’Intrigue aux fenêtres. Oper, 1805
- La ruse inutile ou Les Rivaux par convention. Oper, 1805
- Léonce ou Le Fils adoptif. Oper, 1805
- La Prise de Passaw. Opera comique, 1806
- Le Déjeuner de garçons. Comédie mêlée de musique, 1806
- Idala ou La Sultane. Opera comique, 1806
- Les Rendez-vous bourgeois. Opéra bouffon, 1807
- Les Créanciers ou Le Remède à la goutte. Opera comique, 1807
- Un jour à Paris ou La Leçon singulière. Opera comique, 1808
- Cimarosa. Opera comique, 1808
- Zélomir ou L’Intrigue au sérail. Opera comique, 1809
- Cendrillon. Opéra féerie nach Charles Perrault, 1810
- La Victime des arts ou La Fête de famille. Opera comique, 1811
- La Fête de village ou L’Heureux militaire. Opera comique, 1811
- Le Billet de Loterie. Opera comique, 1811
- Le Magicien sans magie. Opera comique, 1811
- Lulli et Quinault ou Le Déjeuner impossible. Opera comique, 1812
- Le Prince de Catane. Oper, 1813
- Le Français à Venise. Opera comique, 1813
- Bayard à Mézières ou Le Siège de Mézières. Opera comique, 1814
- Joconde ou Les Coureurs d’aventures. Opera comique, 1814 (Wiederaufführung: Neuburger Kammeroper, 2016)
- Jeannot et Colin. Opera comique, 1814
- Les Deux Maris. Opera comique, 1816
- L’Une pour l’autre ou L’Enlèvement. Opera comique, 1816
- Aladin ou La Lampe merveilleuse. Opéra féerie, 1822
- Une nuit de Gustave Wasa. Oper, 1825